# Samogoszcz (województwo łódzkie)
Samogoszcz – wieś w Polsce położona w województwie łódzkim, w powiecie kutnowskim, w gminie Oporów. 
| SIMC    | Nazwa            | Rodzaj    |
| ------- | ---------------- | --------- |
| 1038973 | Antoniew         | część wsi |
| 0572564 | Halinów          | część wsi |
| 1038980 | Jaworzyna-Parcel | część wsi |

Nazwa wsi pochodzi od staropolskiego imienia męskiego Samogost.
W latach 1975–1998 miejscowość administracyjnie należała do województwa płockiego.